# Füreya Koral
Füreya Koral (Isztambul, 1910. június 12. – Isztambul, 1997. augusztus 26.) török képzőművész, az ország első női keramikusművésze.

## Élete
Füreya Koral 1910-ben született Mehmet Emin Koral politikus, katonatiszt és Hakkiye Hanım lányaként. Mindkét szülője köztiszteletben álló oszmán családból származott. Koral polgári neveltetést kapott, már fiatalon megismerkedett a zenével, festészettel és irodalommal. Családjának több tagja is híres művész vagy irodalmár volt. Anyai nagyapja, Mehmet Şakir Paşa tábornok szenvedélyes fényképész volt és érdeklődött a zománcművészet iránt is; Koral nagynénje, Aliye Berger metszeteket készített, másik nagynénje, Fahrelnisa Zeyd festő, nagybátyja, Cevat Şakir pedig író volt. Koral fiatalon megtanult zongorázni és hegedülni. Első hegedűtanára Berger Károly magyar hegedűvirtuóz volt, nagynénje, Aliye későbbi férje, aki nagy hatással volt Koral művészetére. A kislány már kilencévesen folyékonyan beszélt franciául; ezt a nyelvet számos családtagja beszélte.
1927-ben végzett az isztambuli, francia nyelvű Lycée Notre Dame de Sion Istanbul gimnáziumban, majd filozófiát tanult az Isztambuli Egyetemen. Húszévesen férjhez ment egy Sabahattin nevű nagybirtokoshoz, de a házasság nem sikerült jól. Koral elvesztette gyermekét, majd két évnyi házasság után elvált férjétől és visszatért Isztambulba, a szülői házba. 1935-ben férjhez ment Ali Kılıçhez, Mustafa Kemal Atatürk egyik közeli barátjához, akit már gyerekkora óta ismert. Férjével Ankarába költözött, ahol elsősorban az újonnan kikiáltott köztársaság egyik jelentős alakjának feleségeként volt ismert, az előkelő társaságban mozgott és fogadásokat rendezett Atatürk vendégei számára. Az elnök halála (1938) után a házaspár visszatért Isztambulba.
Koral az 1940-es évek közepén megbetegedett gümőkórban. Svájcban, egy leyseni szanatóriumban kezelték. Mivel el akarta foglalni magát valamivel, intenzíven kezdett képzőművészettel foglalkozni. Nagynénje, Fahrelnisa küldött neki alapanyagokat eme időtöltéséhez, közte agyagot is, így elsőként a kerámiaművészettel kezdett foglalkozni, és magánórákat is vett. 1947-ben műtermet bérelt Lausanne-ban, és rengeteget alkotott. 1950-ben Párizsba ment, ahol egy privát műteremben dolgozott. Első kiállítására Párizsban került sor 1951-ben; kerámiákat és litográfiákat állított ki. Korai műveit klasszikus anatóliai kötésmotívumok ihlették, emellett a hettita festészet és az izniki virágmotívumok is ihletforrásként szolgáltak. A kritikusok dicsérték alkotásait, és elismerően szóltak arról, ahogyan ötvözi a keleti és nyugati művészetet. A kedvező kritika hatására Koral úgy döntött, művészként kezd dolgozni.
Még ugyanebben az évben hazatért Törökországba és kiállított az első török galériában. Az 1950-es évek elején olyan sokat foglalkozott művészettel, hogy 1954-ben a második házassága is válással végződött. Saját lakásba költözött, ahol műtermet rendezett be; ez nemcsak Törökország egyik első keramikusműterme lett, hanem a város művészei és értelmiségijei találkozóhelyeként is szolgált. Koral időnként tanítványokat is fogadott.
1957-ben Rockefeller-ösztöndíjjal Dél-Amerikába utazott, ahol intenzíven tanulmányozta a maják és aztékok művészetét, amelyből aztán elemeket épített be saját művészetébe. A prekolumbiánus művészet hatására feltámadt benne az érdeklődés saját hazája ókori művészete iránt is, és a hettiták művészetéből további ihleteket merített; különösen a madár- és halmotívumok váltak művészete gyakori szereplőivé. A csempékhez absztrakt mintákat használt pasztellszínekben. Az 1960-as években erősebb absztrakt elemekkel kezdett dolgozni. Az 1970-es évek elején együtt dolgozott Gürdal Duyar szobrásszal plasztikai alkotásokon. Az 1980-as években művei témáját az álmok adták.
Koral 1997-ben halt meg szülővárosában; a Büyükada szigetén lévő temetőben helyezték örök nyugalomra.

## Munkássága és jelentősége
Koral egyike volt az első török keramikusművészeknek. A modern keramikusművészet úttörőjének számít az országban. A muszlim művészet elemeit a nyugati művészetével keverte, és a klasszikus zománc mellett vázákat, tányérokat és szobrokat is készített, valamint használati eszközöket is.

## Díjai és kitüntetései
- 1955: Cannes-i Nemzetközi Kerámiakiállítás, ezüstérem
- 1962: Prágai Nemzetközi Kiállítás, aranyérem
- 1967: Isztambuli Nemzetközi Kerámiakiállítás, ezüstérem
- 1981: A Török köztársaság Kultúraügyi Minisztériumának kitüntetése
- 1986: A Sedat Simavi Képzőművészeti Alapítvány díja (Neşe Erdokkal együtt)

## Kiállításai
Koralnak több mint 32 kiállítása volt számos országban. Kiállított többek közt a párizsi Salon d’Octobre-ban, a mexikóvárosi Museo de Arte Modernóban, a prágai Náprstek Múzeumban, a washingtoni Smithsonian Institute-ban és számos törökországi galériában is. Többször is részt vett a Nemzetközi Kerámiakiállításon, ahol díjakat is nyert.

## Emlékezete
Ayşe Kulin írónő 2000-ben életrajzi regényt jelentetett meg róla, Füreya címmel.
2009/10-ben, a művésznő születésének 100. évfordulója alkalmából a Rezan Has Múzeum kiállítást rendezett az emlékére.

## Nyilvános helyeken kiállított alkotásai
- 1960: Isztambul Marmara Hotel előcsarnoka, faldíszítés
- 1962: Ankara, Ulus bevásárlóközpont, faldíszítés
- 1963: Isztambul, Manifaturacılar Çarşısı bevásárlóközpont, faldíszítés
- 1965: Ankara, Hacettepe Egyetem, fogorvosi kar, faldíszítés
- 1966: Isztambul, a Ziraat Bank központja, faldíszítés
- 1969: Isztambul, a Taksim téri Divan Hotel, faldíszítés
- 1969: Ankara, a Tam Sigorta biztosítócég központja, faldíszítés
- 1969: Isztambul, a Taksim téri Divan Hotel cukrászdája, faldíszítés
- 1969: Isztambul, Sheraton Hotel, faldíszítés

## Fordítás
- Ez a szócikk részben vagy egészben  a   Füreya Koral című német Wikipédia-szócikk ezen változatának fordításán alapul.  Az eredeti cikk szerkesztőit annak laptörténete sorolja fel. Ez a jelzés csupán a megfogalmazás eredetét és a szerzői jogokat jelzi, nem szolgál a cikkben szereplő információk forrásmegjelöléseként.